# Danilovgrad
Danilovgrad (cyr. Даниловград) – miasto w Czarnogórze, siedziba gminy Danilovgrad. W 2011 roku liczyło 5156 mieszkańców.
Jest położony 20 km na północny zachód od Podgoricy, nad rzeką Zetą, przy linii kolejowej z Podgoricy do Nikšicia. W okolicy znajduje się Monaster Ostrog.